# Javier Morales
Javier Damián Morales (Buenos Aires, 10 gennaio 1980) è un allenatore di calcio ed ex calciatore argentino, di ruolo centrocampista.

## Carriera

### Allenatore
Il 2 giugno 2023 l'Inter Miami gli affida la panchina ad interim, dopo aver sollevato dall'incarico Phil Neville.

## Palmarès

### Club

#### Competizioni nazionali
- Campionato MLS: 1

Real Salt Lake: 2009